# Adam Wójcik
Pour les articles homonymes, voir Wójcik.
Adam Wójcik, né le 20 avril 1970 à Oława et mort le 26 août 2017 à Wrocław, est un basketteur polonais, évoluant au poste d'ailier fort.

## Biographie
Adam Wójcik décède le 26 août 2017 d'une leucémie à Wrocław.

## Club
- 1987-1994 :  Gwardia Aspro Wroclaw
- 1994-1995 :  Mazowszanka Pruszkow
- 1995-1996 :  Bobry Bytom
- 1996 :  Sunair Oostende
- 1996-1997 :  Spirou Charleroi
- 1997-2001 :  Zepter Slask Wroclaw
- 2001-2002 :  Peristéri BC
- 2002-2003 :  Unicaja Málaga
- 2003-2004 :  Idea Śląsk Wrocław
- 2004-2007 :  Prokom Trefl Sopot
- 2007-2008 :  Upea Capo d'Orlando
- 2008-2009 :  PBG Basket Poznań
- 2009-2010 :  Turów Zgorzelec
- 2010-2011 :  WKK Wrocław
- 2011-2012 :  Slask Wroclaw

## Palmarès

### Club
- 8 titres de Champion de Pologne (1995, 1998, 1999, 2000, 2001, 2005, 2006, 2007)
- Vainqueur de la coupe de Pologne 2004, 2006
- Champion de Belgique 1997

### Sélection nationale
- Championnat d'Europe de basket-ball
  - place de 13-16e des Championnats d'Europe 2007, Espagne
  - 7e des Championnats d'Europe 1997, Espagne
  - 7e des Championnats d'Europe 1991, Italie

### Distinction personnelle
- 4 fois MVP de la Ligue polonaise